# Ruvuma (região)
Ruvuma é uma região da Tanzânia. Sua capital é a cidade de Songea.

## Distritos
- Tunduru
- Mbinga
- Namtumbo
- Songea Urban
- Songea Rural